# Knooppunt Europaplein (Maastricht)
Het Europaplein was een Nederlands verkeersknooppunt voor de aansluiting van de autosnelweg A2 en de N278, in Maastricht. Het knooppunt was uitgevoerd als een krap bemeten klaverblad. Het Europaplein werd opengesteld in 1969, maar de zuidelijke tak, de snelweg richting Luik, moest toen nog worden aangelegd. Dit deel werd pas in 1975 voltooid.
Opmerkelijk is dat dit knooppunt maar in één richting een snelweg had, want direct ten noorden van dit knooppunt ging de A2 over in N2. Ook lag het knooppunt grotendeels binnen de bebouwde kom van Maastricht en lagen er langs de N278 fietspaden die de aansluitende verbindingswegen van en naar de A2 gelijkvloers kruisten.

## Ombouw naar aansluiting
In 2011 is de ombouw van de traverse door Maastricht gestart en is de N2 door Maastricht vervangen door de dubbeldeks Koning Willem-Alexandertunnel met 4x2 rijstroken. De tunnel is in 2016 opengesteld; de herontwikkeling van het vastgoed zal tot zeker 2026 duren. Knooppunt Europaplein is omgebouwd tot een normale afrit met nummer 54. In het zuidoostelijk deel van het voormalige knooppunt, zijn alle op- en afritten gebundeld. De Kennedysingel (N278) is enigszins naar het zuiden verlegd, waardoor op de plek van de oude Kennedysingel en het noordelijk deel van Knooppunt Europaplein ruimte vrijkwam voor woningbouw ("Le Sud").
| Aansluitende wegen                    | Aansluitende wegen             | Aansluitende wegen              | Aansluitende wegen | Aansluitende wegen |
| ------------------------------------- | ------------------------------ | ------------------------------- | ------------------ | ------------------ |
| richting Eindhoven / Heerlen / Aachen |                                |                                 |                    |                    |
|                                       |                                |                                 |                    |                    |
|                                       | richting Cadier en Keer/ Vaals |                                 |                    |                    |
|                                       |                                |                                 |                    |                    |
| richting Maastricht-Centrum           |                                | richting Eijsden/ Luik/ Brussel |                    |                    |

Almere · Amstel · Arnestein · Assen · Azelo · Badhoevedorp · Bankhoef · Batadorp · Beekbergen · Benelux · Beverwijk · Bodegraven ·  Boterdiep ·  Buren · Burgerveen · Coenplein · De Baars · De Hoek · De Hogt · De Nieuwe Meer · De Poel · De Punt · De Stok · Deil · Diemen · Drachten · Drie Klauwen · Eemnes · Ekkersweijer · Emmeloord · Empel · Euvelgunne · Everdingen · Ewijk · Galder · Gooimeer · Gorinchem · Gouwe · Grijsoord · Hattemerbroek · Heerenveen · Hellegatsplein · Het Vonderen · Hintham · Hoevelaken · Hofvliet · Holendrecht · Holsloot · Hoogeveen · Hooipolder · IJmuiden (niet officieel) · Joure · Julianaplein · Kerensheide · Kethelplein · Klaverpolder · Kleinpolderplein · Kooimeer · Kruisdonk · Kunderberg · Lankhorst · Leenderheide · Lunetten · Maanderbroek · Markiezaat · Muiderberg · Neerbosch · Noordhoek · Ommedijk · Oud-Dijk · Oudenrijn · Paalgraven · Princeville · Prins Clausplein · Raasdorp ·  Reitdiep ·  Ressen · Ridderkerk · Rijkevoort · Rijnsweerd · Rottepolderplein · Rozenburg · Sabina · Sint-Annabosch · Stelleplas · Slufter · Ten Esschen · Terbregseplein · Tiglia · Vaanplein · Valburg · Velperbroek · Velsen · Vlaardingen · Vught · Waterberg · Watergraafsmeer · Werpsterhoek · Westerlee · Ypenburg · Zaandam · Zaarderheiken · Zonzeel · Zoomland · Zuidbroek · Zurich

Geplande knooppunten:
De Liemers · Zestienhoven

Voormalige knooppunten:
Bocholtz · Ekkersrijt · Europaplein (Groningen) · Europaplein (Maastricht) · Lindenholt